# Álvaro Pombo
Álvaro Pombo y García de los Ríos (Santander, Cantabria, 23 de junio de 1939) es un novelista, poeta y expolítico español, académico de la Real Academia Española desde 2004 y Premio Miguel de Cervantes en 2024.

## Biografía
Álvaro Pombo nació en Santander en el seno de una familia de la aristocracia cántabra. Hijo de Cayo Pombo e Ybarra (perteneciente a la familia Ybarra) y de Pilar García de los Ríos y Caller. Descendiente de Juan Pombo Conejo marqués de Casa Pombo y de la beata Rafaela Ybarra de Vilallonga.
Licenciado en Filosofía y Letras por la Universidad Complutense de Madrid,  Bachelor of Arts en Filosofía por el Birkbeck College de Londres, donde vivió desde 1966 a 1977, durante su infancia «compartió» pupitre con Juan Navarro Baldeweg[cita requerida] y repitió quinto curso:

«Soy un caso pedagógico interesante. Porque mientras suspendía todas, escribía cinco o seis artículos al mes en la revista de los Escolapios de Santander. No pensaba más que en la poesía y en escribir. Claro, suspendí cinco asignaturas, no me presenté en septiembre y mis padres me enviaron a Valladolid de interno con los jesuitas al año siguiente. Para que espabilara. Eran gente muy recta, con un sentido del esfuerzo y del deber muy fuerte.»

Desde que en 1973 se publicó su primer libro de poesía, Protocolos, Álvaro Pombo se ha considerado una voz personal y única en la literatura española. Solo cuatro años después de la publicación de aquellos versos, Pombo ganó el premio El Bardo con su obra Variaciones en 1977. Ese año regresó a España, publicándose también su primer volumen de narrativa, Relatos sobre la falta de substancia, que contenía un gran número de historias cortas protagonizadas por personajes homosexuales. El tema gay estará presente también en otras obras suyas.
Ha reconocido públicamente su homosexualidad en numerosas entrevistas, dando su opinión a ciertos temas como el matrimonio igualitario.
En 1983, ya instalado en Madrid, ganó el primer Premio Herralde con la novela El héroe de las mansardas de Mansard, inaugurando así la colección Narrativas Hispánicas de Anagrama, donde ha publicado casi todas sus novelas y a la que se ha declarado públicamente fiel.
A pesar de considerarse a sí mismo poeta, siempre ha sido más conocido como novelista, calidad en la que ha ganado varios galardones. Su estilo, único y original, a pesar de ser clasificado dentro del realismo subjetivo, lo ha situado siempre como una figura crucial en las letras españolas. La maestría con la que usa el lenguaje, propia de un poeta verdadero, y el uso chocante y contagioso del humor en todas sus novelas dan forma a una prosa única, elogiada por críticos y escritores de toda índole.
Aficionado a la historia medieval y la filosofía fenomenológica, en todos sus libros se mezclan la investigación psicológica y la preocupación filosófica. Él mismo define su método literario como psicología-ficción. 
Sus primeras obras pueden considerarse pesimistas, presentando siempre situaciones, argumentos y personajes sin esperanza, pero su narrativa da un giro con la publicación de El metro de platino iridiado (1990), quizás su obra maestra, ganadora del Premio Nacional de la Crítica. En esa novela Pombo empieza a ejercer lo que llamó «la poética del Bien», donde la ética, la humanidad y, en definitiva, el Bien, parecen ser el objetivo de su trabajo. En Contra natura (2005), Pombo expresa sus críticas hacia una excesiva «mercadotecnia» y «trivialización» de la homosexualidad que, en su opinión, está llevando a cabo una parte del colectivo.
Álvaro Pombo ingresó en la Real Academia Española el 20 de junio de 2004, propuesta su candidatura por Luis María Ansón, Luis Mateo Díez y Francisco Rico, ocupando el sillón j que dejó a su muerte Pedro Laín Entralgo. Su discurso de ingreso en la Academia se tituló Verosimilitud y verdad; en él, Pombo reflexionó acerca de la reserva del término «verdad» para el razonamiento y «verosimilitud» para lo narrativo-contemplativo.
El 16 de octubre de 2006 se lo proclama ganador del premio Planeta, el más popular de cuantos existen de literatura en España, por la novela La fortuna de Matilda Turpin.
Aunque él mismo es abiertamente homosexual, se ha manifestado en contra del concepto de matrimonio para personas del mismo sexo. Esa palabra «referida al ámbito gay me da risa», dijo en el programa Los desayunos de TVE en noviembre de 2011. Ante el revuelo que causó esta declaración, UPyD, el partido de Pombo, se apresuró a precisar a través de Twitter que «su programa electoral defiende el matrimonio entre personas del mismo sexo».
Entre 2006 y 2008 fue también colaborador y contertulio del programa de Antena 3 Espejo público.
El 6 de enero de 2012 ganó el Premio Nadal con El temblor del héroe.Una novela sobre el engaño, la manipulación y la falta de sensibilidad ante el dolor ajeno. 
En 2024 gana el premio Cervantes, destacando el jurado «su extraordinaria personalidad creadora, su lírica singular y su original narración».

### Actividad política

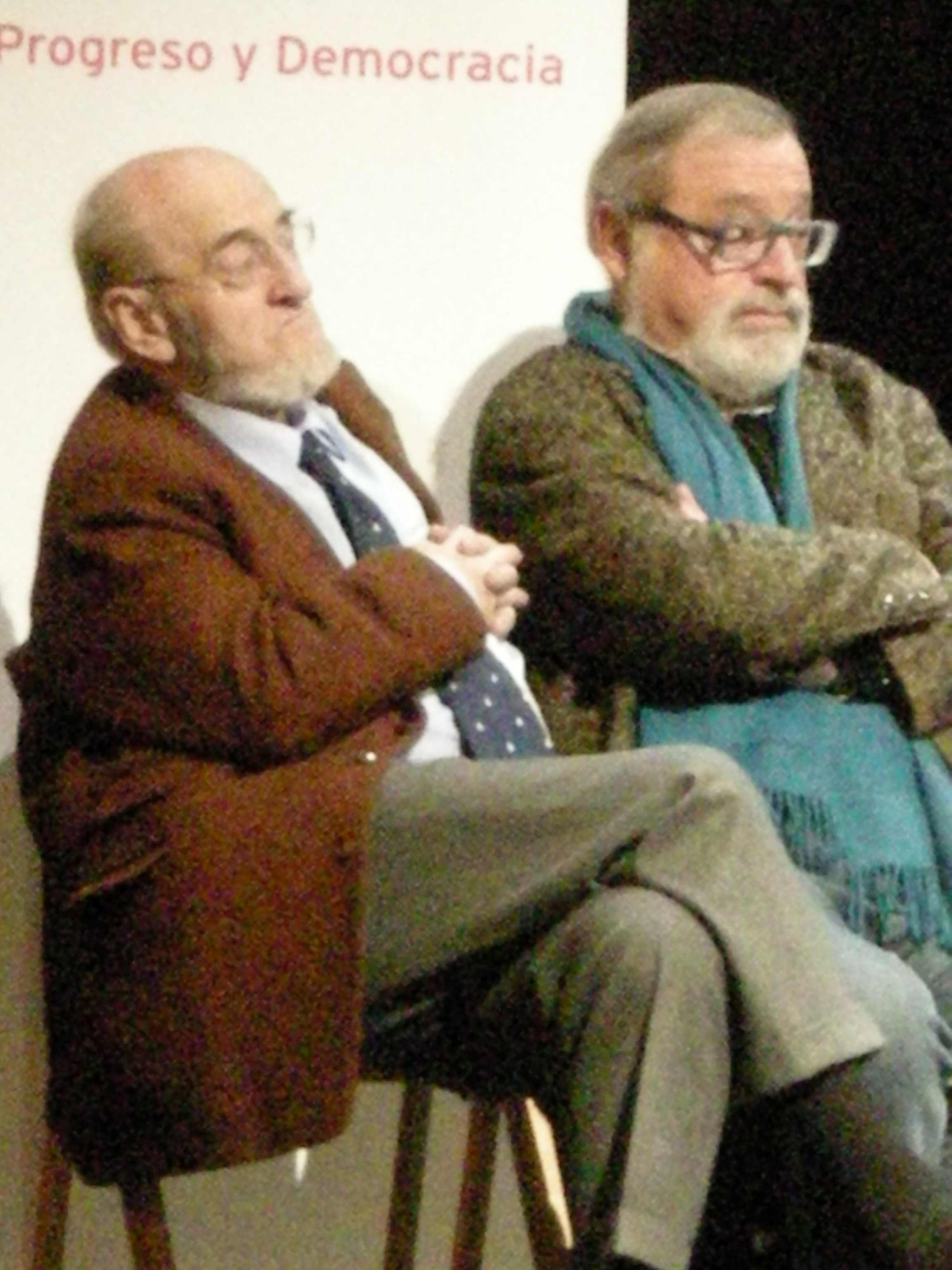
Álvaro Pombo, junto a Fernando Savater, en un acto de Unión Progreso y Democracia.

Fue un activo colaborador del desaparecido partido Unión Progreso y Democracia (UPyD). En las elecciones españolas de 2008 encabezó la lista al Senado por la Comunidad de Madrid. Pombo fue el décimo candidato por número de votos, el primero tras los candidatos de PSOE, PP e Izquierda Unida; en las de 2011 repitió como candidato al Senado por Madrid por UPyD y fue el séptimo más votado en la circunscripción capitalina.
En enero de 2012, Álvaro Pombo fue entrevistado por la revista chilena The Clinic. Pombo realizó unas declaraciones contemporizadoras respecto a las figuras de Augusto Pinochet y de Francisco Franco:

«Sé que suena mal, el asunto es que España prosperó gracias a Franco, la gente tuvo su cochecito, su residencia, y la democracia fue posible gracias a Franco.»

«Pero sí me hago esa pregunta, de si no tendríamos, por ejemplo en España, que pasar a una fase suprapolítica, suprapartidista, de gestores firmes. ¡Si tenemos cinco millones de parados (cesantes)!»

«Un dictador con mano fuerte… No lo sé, no lo sé, pero hay que tener cuidado de no ponerse demasiado bravo con los dictadores que produjeron riqueza económica. Hitler fue un dictador que metió a los países en una guerra espantosa, pero Franco no. Y Pinochet tampoco.»

## Resultados electorales
| Candidatura | Candidatura  | Elección | Cámara | Circunscripción | Partido | N.º en la lista | Votos   | %   | Elegido |
| ----------- | ------------ | -------- | ------ | --------------- | ------- | --------------- | ------- | --- | ------- |
|             | Álvaro Pombo | 2008     | Senado | Madrid          | UPyD    | 1.ª             | 93.984  | 1,1 | No      |
|             | Álvaro Pombo | 2011     | Senado | Madrid          | UPyD    | 1.ª             | 311.467 | 3,5 | No      |
| Fuentes     |              |          |        |                 |         |                 |         |     |         |

## Obras

### Relatos
- Relatos sobre la falta de sustancia (1977)
- Cuentos reciclados (1997)

### Novelas
- El parecido (1979)
- El héroe de las mansardas de Mansard (1983), Premio Herralde de Novela 1983
- El hijo adoptivo (1984), finalista del Premio Herralde de Novela 1983. Adaptada al cine por Juan Pinzás en El juego de los mensajes invisibles (1991)
- Los delitos insignificantes (1986)
- El metro de platino iridiado (1990), Premio de la Crítica
- Aparición del eterno femenino contada por S. M. el Rey (1993)
- Telepena de Celia Cecilia Villalobo (1995)
- Vida de San Francisco de Asís (1996)
- Donde las mujeres (1996), Premio Nacional de Narrativa
- La cuadratura del círculo (1999), Premio Fastenrath de la RAE
- El cielo raso (2001), Premio Fundación José Manuel Lara
- Una ventana al norte (2004)
- Contra natura (2005)
- La fortuna de Matilda Turpin (2006), Premio Planeta
- Virginia o el interior del mundo (2009)
- La previa muerte del lugarteniente Aloof (2009)
- El temblor del héroe (2012), Premio Nadal
- Quédate con nosotros, Señor, porque atardece (2013)
- La transformación de Johanna Sansíleri (2014)
- Un gran mundo (2015)
- La casa del reloj (2016)
- Retrato del vizconde en invierno (2018)
- El destino de un gato común (2020)
- Santander, 1936 (2023)
- El exclaustrado (2024)
- Doña Mercedes o la vida perdurable (2025)

### Poesía
- Protocolos (1973)
- Variaciones (1977), Premio El Bardo
- Hacia una constitución poética del año en curso (1980)
- Protocolos para la rehabilitación del firmamento (1992)
- Protocolos, 1973-2003 (2004)
- Los enunciados protocolarios (2009)

### Artículos
- Alrededores (2002)

### Ensayos
- La ficción suprema. Un asalto a la idea de Dios (2022)

## Premios
- Premio El Bardo 1977 por Variaciones (1977)
- Premio Herralde 1983 por El héroe de las mansardas de Mansard (1983)
- Premio Nacional de la Crítica 1990 por El metro de platino iridiado  (1990)
- Premio Nacional de Narrativa 1997 por Donde las mujeres (1997)
- Premio Fastenrath 1999 (RAE) por La cuadratura del círculo (1999)
- Premio Fundación José Manuel Lara 2002 por El cielo raso (2001)
- Premio Fundación Germán Sánchez Ruipérez periodístico sobre lectura (2004)
- Premio Planeta 2006 por La fortuna de Matilda Turpin (2006)
- Premio Nadal 2012 por El temblor del héroe (2012)
- Premio Honorífico de las Letras de Santander (2018)
- Premio Internacional Menéndez Pelayo (2023)[18][19]
- Premio Francisco Umbral al Libro del Año 2023 (2024)
- Cántabro del Año 2023 (2024)[20]
- Premio Cervantes 2024[21]
- Medalla de Oro de Cantabria (2025)

| Predecesor: Pedro Laín Entralgo | Académico de la Real Academia Española Sillón j 2004-actualmente | Sucesor: En el cargo (cargo vitalicio) |
| Predecesor: Luis Mateo Díez     | Premio Miguel de Cervantes 2024                                  | Sucesor: -                             |